# Fryssnitt

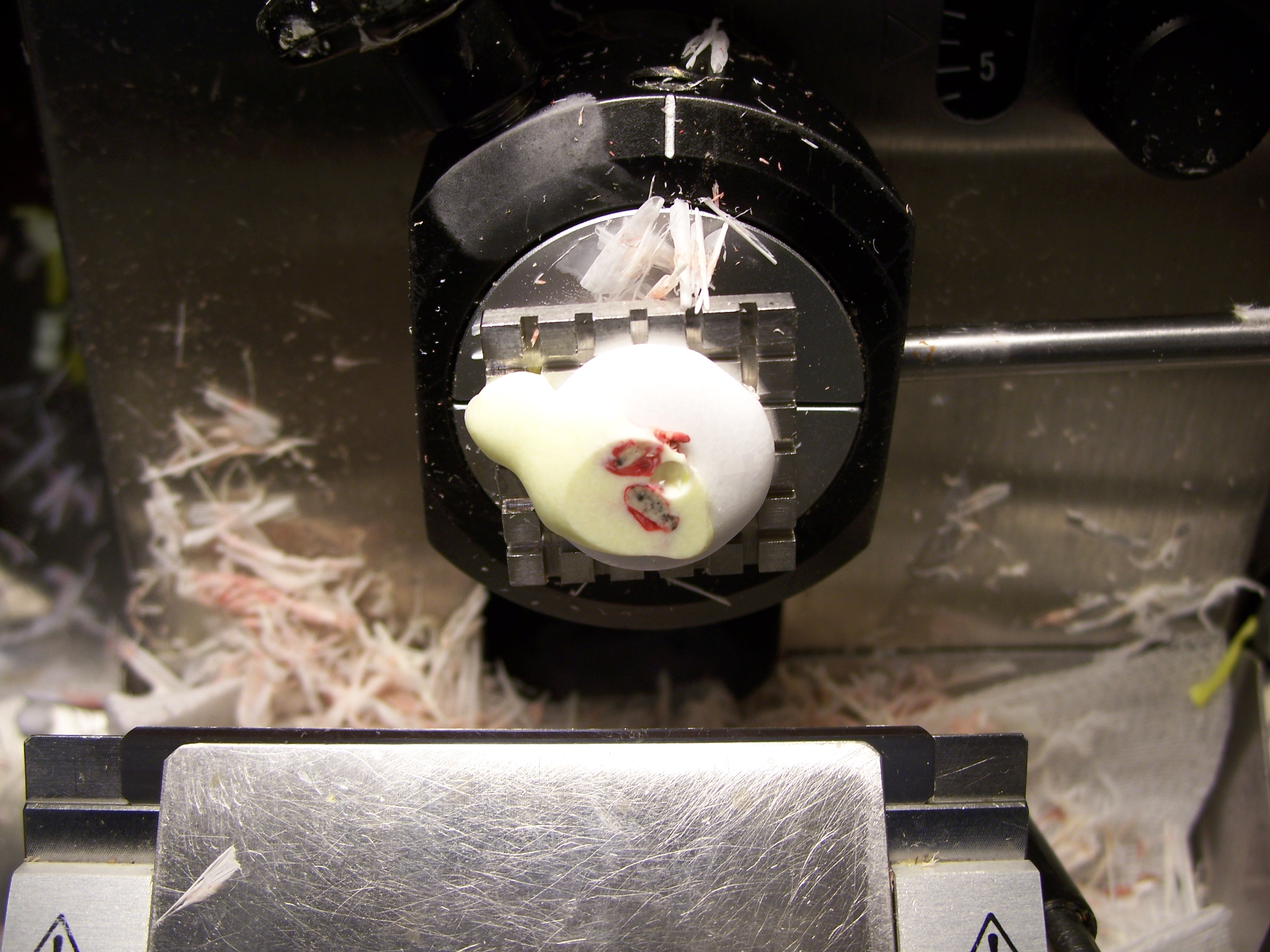
Fixerat preparat i kryostat.

Fryssnitt, teknisk term kryosnitt, av klassisk grekiska: κρύο, "kyla") avser en teknik som används inom histologin. Vid behov av ett snabbt svar används denna teknik. Man utgår från ett ofixerat preparat och använder en mikrotom som står i en frys. Exempel på användningsområden är vid akutprov (till exempel när man under pågående operation behöver ett svar som är avgörande för operationens fortsatta utformning), fettfärgning och prover som inte klarar värme.